# Goede tijden, slechte tijden (seizoen 1)
Het eerste seizoen van Goede tijden, slechte tijden startte op 1 oktober 1990. Het seizoen werd elke werkdag uitgezonden op RTL 4. In september 2011 werd het volledige seizoen uitgebracht op dvd. Ook is dit seizoen op Videoland te zien.

## Verhaal

### De scheiding van Robert en Laura
Robert en Laura beseffen dat er een einde aan hun huwelijk is gekomen, nu Robert een affaire heeft met zijn secretaresse, Stephanie Kreeft. Laura raakt verslaafd aan drank en kan het goed vinden met de vriend van haar zoon Arnie, Peter Kelder. Even denkt Arnie dat de twee wat met elkaar hebben, maar dit verhaal wordt snel uit de wereld geholpen.
Robert wil een nieuw leven opbouwen met Stephanie in zijn ouderlijk huis, maar Laura weigert te vertrekken. Arnie steunt zijn moeder. Stephanie wil dat Robert zijn vrouw en zoon het huis uitzet, maar dat gaat hem te ver. Laura vindt ondertussen troost bij goede vriend Daniël.
Stephanie is een beetje teleurgesteld in Robert en sjanst met Nico Stenders, de baas van Robert. Nico nodigt Stephanie uit op zijn jacht. Als Robert hierachter komt is hij woedend. Stephanie heeft een baan geaccepteerd in Londen. Arnie is het hele gedoe tussen zijn ouders zat en besluit weg te lopen. Hij vindt onderdak bij de boerenfamilie Dalstra. Laura maakt zich ondertussen zorgen over haar zoon. Robert en Laura groeien weer meer naar elkaar toe vanwege de zorgen om Arnie. Op de boerderij (zie De Dalstra's) wordt Arnie geëlektrocuteerd en moet hij naar het ziekenhuis. Robert en Laura worden gebeld en bezoeken Arnie. Arnie gaat met hen mee naar huis. Laura ontdekt dat ze zwanger is en vertrekt met haar man Robert naar New York, die daar een baan geaccepteerd heeft.

### De moord op Marc de Waal
Annette wordt verliefd op haar aardrijkskundeleraar Marc de Waal. Hij is getrouwd en heeft kinderen. Annette verbreekt hun affaire, omdat ze vindt dat ze dit niet kan maken tegenover Marcs vrouw, Francine de Waal. Uiteindelijk kan Annette de verleiding niet weerstaan en krijgt ze opnieuw iets met Marc. Dan komt ze in contact met een oude jeugdvriendin, Suzanne Balk, die als escortgirl werkt. Suzanne haalt Annette ertoe over om een keer met Martine te gaan praten. Annette laat zich ertoe overhalen om een tijdje als gezelschapsdame te gaan werken. Ze weet dat Marc hierop tegen zal zijn. Marc heeft echter niet alleen met Annette een buitenechtelijke relatie, maar ook met Martine. Als Martine dit ontdekt, bedenkt ze een plan om Annette in de val te lokken.
Een klant van het escortbedrijf, Lex Deen, heeft nog een rekening bij Martine openstaan. Lex en Martine bespreken hun plan voor Annette door. Als Lex het plan uitvoert, scheldt Martine zijn schulden kwijt. Annette gaat nietsvermoedend met Lex een avondje op pad. Na afloop komen ze op Martines kantoor, waar Lex haar betaalt. Martine is met Marc uit geweest en lokt hem met een smoes het kantoor in. Terwijl de deurklink naar beneden gaat, grijpt Lex Annette. Marc denkt dat Annette met hem naar bed is geweest. Annette wordt door Marc mee naar zijn huis genomen en wordt daar verkracht. De volgende ochtend staat Annette in shock bij Helen voor de deur, waar ze woont sinds haar moeder verhuisd is. Simon vraagt zich af wat er is gebeurd en wil verhaal gaan halen bij Marc. In de deuropening ziet Simon een bebloede Marc met een schaar in zijn rug. Voor zijn ogen zakt Marc in elkaar. Simon trekt de schaar uit zijn rug en probeert hem te redden, tevergeefs.
De politie arriveert bij het huis van Marc. Rechercheur Arthur Franssen (Edmond Classen) wordt op de zaak gezet. Hij wantrouwt Simon, omdat hij de schaar uit de rug heeft getrokken. Simon heeft een alibi, hij is immers dokter. Helen probeert ondertussen contact te krijgen met Annette. Zij heeft last van dromen en staart vaag voor zich uit, zegt weinig. Martine zit in het buitenland voor haar werk. Franssen weet niet waar ze is.
Annette wordt als hoofdgedachte gezien. Simon en Helen proberen haar te beschermen en weigeren Franssen een verhoor af te nemen. Pas als Annette opgeknapt is, zal ze een verklaring afleggen. Simon schakelt de hulp in van advocaat Mathijs van Slooten. Peter Kelder beseft dat zijn vriendin Annette geen alibi heeft. Annette begint langzaam op te knappen. Wanneer Annette een verklaring aflegt, blijkt iemand haar een alibi te hebben gegeven. Peter zegt de hele avond bij haar te zijn geweest.
Martine beseft dat zij deels medeplichtig is aan de moord. Zij heeft Marc en Annette opgejaagd met haar vooropgezette plan. Ze wil niet dat Annette gaat praten. Wanneer Annette 's avonds alleen thuis is, verschijnt Martine bij haar in de kamer en zet een schaar op haar keel. Echter komt er onverwachts iemand langs. Niemand wil geloven dat Martine bij Annette is geweest, omdat zij volgens de politie in het buitenland zit.
Annette is het zat en heeft een lunch met Francine de Waal (Hiske van der Linden), de vrouw van Marc. Samen verlaten ze Meerdijk en duiken ze onder in een hotel. Annette is doodsbang dat Martine haar zal vinden. Francine en Annette praten uren met elkaar over het leven. Helen en Simon zetten een zoekactie op touw. Annette besluit Helen gerust te stellen met een telefoontje, maar vertelt haar niks over de verblijfplaats.
Martine komt via contacten te weten dat Annette zich op een hotelkamer heeft verstopt. Waarschijnlijk heeft een kamermeisje het verteld. Francine is net even wat aan het halen als Martine op Annettes kamer verschijnt. Martine probeert Annette te wurgen, maar dan komt Francine binnen en slaat haar neer met een kamerlamp. Opeens krijgt Annette een flashback van de avond van de moord. Door de beweging die Francine maakt, weet ze wie Marc vermoord heeft. Door de verkrachting was Annette in shock en was ze onbewust getuige van Marcs moord. Een vrouw in regenjas steekt Marc met een schaar neer. Als ze goed kijkt, blijkt het Francine te zijn. Francine wordt opgepakt voor haar daad en Martine wil Annette, nu dit alles achter de rug is, niet meer vermoorden.

### Linda en Arnie
Linda heeft al een tijdje iets met Arnie, maar is niet tevreden over de relatie. Myriam vindt dat Linda zich moet gedragen, omdat niet elk meisje zo'n jongen kan krijgen. Linda kan het allemaal gestolen worden. Ze vindt Arnie nog te kinderlijk. Linda heeft haar ogen gericht op Rien Hogendoorn, die carrière gaat maken bij Stenders en de zoon is van zakenman Herman Hogendoorn. Ze hoopt dat hij haar verder kan helpen met een carrière in de muziek. Dan ontdekt Linda dat ze zwanger is van Arnie. Arnie heeft er moeite mee, maar besluit niet voor zijn verantwoordelijkheden weg te lopen. Hij wil graag vader worden. Linda ziet dit anders. Ze wil haar carrière niet opgeven voor een baby.
Als Arnie via de radio een oproep doet, wordt Linda lastiggevallen door twee vrouwen van een anti-abortusvereniging. Simon is hier woedend over, en even lijkt er een ruzie te ontstaan tussen de families Alberts en Dekker. Door de mediahype die rond deze affaire ontstaat wordt Arnie van school gestuurd. Ten slotte krijgt Linda een ongeluk waardoor ze het kind alsnog kwijt is. Arnie gaat vanwege al deze gebeurtenissen een tijdje bij de familie Dalstra wonen.

### The girl next door
Ondertussen probeert Linda met Rien toch nog de muziek in te gaan. Dit lukt ook nog, alleen niet op de manier waarop ze het hoopte. Linda kan namelijk niet zingen. Zelfs Rien vindt dat ze vals zingt. Wanneer Annette een liedje heeft ingezongen dat een hit kan worden, maar er niets mee wil doen, brengen ze het uit onder de naam 'The girl next door', zonder dat ook maar iets van de echte identiteit bekend wordt. Het liedje wordt een hit en Linda gaat zich uiteindelijk voordoen als 'The girl next door', en bij optredens playbackt ze de opname van Annette. Wanneer er een feestelijke bijeenkomst van de studio is, wordt Linda gevraagd een nieuw lied te zingen. Dan komt de aap uit de mouw en is het spel uit.

### De escort-moordenaar
Maurice de Bruin zorgt voor heel wat ophef in Meerdijk. Als hotelmanager waar Annette en Suzanne werken, doet hij lugubere dingen. Maurice wil, omdat zijn zusje voor Martine heeft gewerkt, al haar meisjes vermoorden. Hij steelt het adressenboekje van Martine en loopt ze een voor een af. Eerst vermoordt hij Donna van Haren. Suzanne is de volgende waarop hij het heeft gemunt. Met een smoes over dat hij haar vakantiegeld komt brengen, probeert hij haar te vermoorden met een scheermes. Gelukkig voor haar komt Peter net op tijd binnen en zonder dat Suzanne het doorheeft ontsnapt ze aan de dood.
Als Suzanne later de stad uit is, biedt Maurice Annette aan dat ze in haar kamer mag slapen, zodat ze al meteen in het hotel is als ze moet werken. Maurice gaat op moordpad en wil de slapende Annette doden. Hij denkt haar te hebben toegetakeld met een scheermes. De verbazing van Maurice is dan ook groot, als Annette de volgende dag springlevend op het werk verschijnt. Annette had haar collega Nina aangeboden in Suzannes kamer te slapen, omdat zij ruzie had met haar man.
Niet lang daarna probeert Maurice wederom Annette te vermoorden. Net voordat hij haar wil doden, legt hij uit wat zijn beweegreden is. Zijn zusje was zo getraumatiseerd door haar werk als callgirl bij Martine, dat ze zelfmoord pleegde. Ze wilde graag weg bij Martines callgirlbureau, maar Martine liet haar niet gaan. Als offer aan God wilde hij Annette vermoorden, omdat ze zo op haar lijkt. Annette weet te ontsnappen, wat resulteert in een achtervolging op het dak. Arnie en Peter weten Annette nog net op tijd te redden uit handen van de doorgeslagen Maurice. Terwijl hij op het randje staat, verliest Maurice zijn evenwicht en stort naar beneden van zijn eigen hotel.

### Helens ziekte
Helen Helmink krijgt van Simon te horen dat ze ernstig ziek is. Helen wil niet stoppen met lesgeven, maar Simon dwingt haar zich er bij neer te leggen. Ze moet vooral rust nemen.
Helen spreekt veel af met goede vriendin Wil de Smet, die haar meevraagt naar een dansavond. Hier komt Helen in contact met Henk Miedema, met wie ze een aantal keren afspreekt. Helen beseft dat ze nog niet toe is aan een vaste relatie en besluit eerlijk te zijn tegen Henk. Henk vindt het jammer, maar is blij dat Helen er eerlijk over is.
Het gaat slechter met Helen. Tijdens een avondje in het casino zakt ze in elkaar. Wil maakt zich ongerust. Simon bezoekt haar in het ziekenhuis en hoort dat er geopereerd moet worden. Een specialist uit het buitenland, dr. George van Norden (Rein Edzard), wordt overgevlogen naar Nederland. De operatie is succesvol en Helen knapt weer op. Ze gaat in het Jongeren Opvang Centrum werken, samen met Daniël en Peter. Daar hebben ze problemen met een boze buurman (Cor Witschge), maar wanneer die verhuist krijgen ze last van een nieuwe boze buurman, namelijk meneer Harmsen (Wik Jongsma). Wanneer zijn nichtje Nancy en opgevangen jongere Micky een relatie krijgen en weglopen, zijn voor Harmsen de rapen gaar.

### Daniël en Jeanne
Op een dag staat ineens een dame aan de deur van Simon en Linda, die zegt een tante te zijn. Iets wat onmogelijk lijkt, gezien alle familie van Simon en Linda voor zover ze wisten al overleden was. Het blijkt uiteindelijk toch een echte tante van het tweetal te zijn genaamd Jeanne, en ze wordt in huis genomen. Ze duikt onder voor een moordzuchtige psychische man die achter haar aan zit, en die Daniël uiteindelijk te pakken krijgt. Ze krijgt een romance met Daniël, maar ook een met een uitgever. Er barst een strijd los om Jeanne en Daniël verliest. Jeanne staat op het punt om te trouwen, maar ze komt niet opdagen. Ze is terug bij Daniël.

### Arnie op de boerderij; De Dalstra's
Na alle problemen met zijn ouders en de abortus van zijn vriendin, loopt Arnie weg van huis. Nadat hij met een vrouw mee heeft kunnen rijden, komt hij langs de kant van de weg een man tegen die met zijn benen bekneld zit onder zijn auto. Arnie bevrijdt Frank Dalstra en wordt meegevraagd naar huis.
Tijdens de koffie maakt Arnie kennis met het gezin; moeder Marre, dochter Terri en boerenknecht Appie Bosma. Terri blijkt niet te kunnen praten, omdat ze iets traumatisch in het verleden heeft meegemaakt. Arnie lijkt een klik met haar te hebben, tot jaloezie van Appie, die Terri leuk vindt. Ook Frank en Marre blijken met een geheim rond te lopen: hun zoon Johan is jong overleden. Arnie lijkt erg veel op hem en Marre wil graag dat hij blijft. Appies jaloezie slaat door en probeert Arnie te irriteren zodat hij de boerderij verlaat. Wanneer echter Appie wordt aangevallen door vijanden van Appie uit de buurt, vecht Arnie terug met Appie. Als dan ook Peter uit het niets opduikt en het duo meehelpt is Appies dank groot. Arnie en Appie zijn geen rivalen meer.
Als Arnie enige tijd later voor de Dalstra's een oud koffiezetapparaat probeert te repareren, wordt hij geëlektrocuteerd. Hij ligt bewusteloos in de keuken, waar Terri hem vindt. Ze rent naar buiten en voor het eerst in lange tijd komt er weer geluid uit haar mond. Ze schreeuwt Appie om hulp, die meteen naar de boerderij rent. Arnie wordt naar het ziekenhuis gebracht. Frank vindt dat Arnies ouders op de hoogte moeten worden gesteld, ondanks dat Marre probeert tegen te werken. Robert en Laura nemen hem na een lange strijd wie Arnie nu mag houden, weer mee naar huis.

### Myriam en John
John krijgt te horen dat zijn tante is overleden. Zij liet hem een erfenis na, maar die kan hij enkel innen als hij getrouwd is. En daar knelt de schoen, John is niet iemand die snel zijn droomvrouw zal vinden. Dus krijgt hij een idee. Als hij met Myriam trouwt, kan hij de erfenis innen. Myriam gaat er vol in mee, ook omdat ze verliefd is op John. Jef en Karin zijn absoluut tegen het idee, en Jef zegt ten slotte dat als John met het plan doorgaat, John niet meer Jefs zoon is.

### Simon overleden?
Simon en Annette groeiden na het drama rond Marc de Waal steeds meer naar elkaar toe en uiteindelijk werd het een relatie tussen de twee. Dit komt dramatisch tot een einde, wanneer Simon zoekraakt na een weekendje aan het water en enkel John, duidelijk in paniek, wordt teruggevonden. John wordt de schuld gegeven Simon te hebben verdronken door alle bewoners in Meerdijk.
Simon is nergens meer te bekennen. Geen lichaam, geen sporen, niets. Uiteindelijk blijkt Simon op een woonboot te zijn, gevonden door de eigenares van die woonboot en op de been gebracht. Simon weet niet meer wie hij is, hij is zijn geheugen kwijt. Dan komt Daniël langs de woonboot. Hij is niet op zoek naar Simon, maar naar de eigenares, die in een ver verleden een jongerenopvangcentrum heeft gerund. Wanneer Daniël haar eindelijk weet te spreken, is Simon net even weg met een bootje. Daniël vraagt haar of ze mee wil werken een nieuw JOC op te zetten in die regio, maar ze weigert. Wanneer Daniël in de auto stapt, ziet hij Simon lopen.

## Rolverdeling

### Vaste cast
Het eerste seizoen telt 195 afleveringen (afl. 1-195)
| Acteur                   | Personage          | Afleveringen               |
| ------------------------ | ------------------ | -------------------------- |
| Antonie Kamerling        | Peter Kelder       | Hele seizoen               |
| Reinout Oerlemans        | Arnie Alberts      | Hele seizoen               |
| Joost Buitenweg          | Rien Hogendoorn    | Hele seizoen               |
| Frédérique Huydts        | Annette van Thijn  | Hele seizoen               |
| Babette van Veen         | Linda Dekker       | 1-186                      |
| Isa Hoes                 | Myriam van der Pol | Hele seizoen               |
| Ingeborg Wieten          | Suzanne Balk       | 3-195                      |
| Marlous Fluitsma         | Helen Helmink      | Hele Seizoen               |
| Rick Engelkes            | Simon Dekker       | Hele Seizoen               |
| Jette van der Meij       | Laura Alberts      | 1-93                       |
| Wilbert Gieske           | Robert Alberts     | 1-93 • 121-134             |
| Wim Zomer                | Daniël Daniël      | 4–195                      |
| Inge Ipenburg            | Martine Hafkamp    | 4-51 • 129-174             |
| Antoinette van Belle     | Stephanie Kreeft   | 2-42                       |
| Dieter Jansen            | Jan van Ede        | 5-70                       |
| Djuna Hougee             | Petra van Ede      | 5-70                       |
| Hein van Beem            | Nico Stenders      | 19-69                      |
| Carola Gijsbers van Wijk | Wil de Smet        | 4-39 • 53-59 • 70-74 • 103 |

### Nieuwe rollen
De rollen die in de loop van het seizoen een grote rol speelden
| Acteur             | Personage         | Afleveringen              |
| ------------------ | ----------------- | ------------------------- |
| Tom van Beek       | Herman Hogendoorn | 48–61 • 123–129 • 172–186 |
| Inger van Heijst   | Jeanne Dekker     | 78-195                    |
| Henriëtte Tol      | Karin Alberts     | 117-195                   |
| Bartho Braat       | Jef Alberts       | 117-195                   |
| Tim Gunther        | John Alberts      | 135-195                   |
| Wik Jongsma        | Govert Harmsen    | 139-195                   |
| Martin van Steijn  | Mickey Lammers    | 148-195                   |
| Casper van Bohemen | Frits van Houten  | 185-195                   |

### Bijrollen
| Acteur                | Personage            | Afleveringen          |
| --------------------- | -------------------- | --------------------- |
| Kjell Ypma            | Chiel Kelder         | 1                     |
| Bert Buitenhuis       | Hans Voorthuizen     | 1-5                   |
| Henny van de Berg     | Mevrouw Bleeker      | 1-10                  |
| Joss Flühr            | Mevrouw Barendsen    | 5-10                  |
| Arthur Boni           | Meneer Abspoel       | 11                    |
| Joke Hoolboom         | Brigitte Lefevre     | 1-15                  |
| Yorick van Wageningen | Ben Veerman          | 1-19                  |
| Jacques Luijer        | Henk Miedema         | 16-21                 |
| Edo Douma             | Martin van de Grijn  | 19-20                 |
| Jan Wegter            | Glaszetter           | 21                    |
| Robert Sheepmaker     | Eduard Thomassen     | 19 • 22               |
| Gerard Borkus         | Roel van Eldik       | 23                    |
| Gaston van Erven      | Karel                | 16 • 26               |
| Hans van den Berg     | Fritz Lam            | 26                    |
| Elsa Janssen          | Verpleegster         | 27                    |
| Sabri Saad El-Hamus   | Bloemenverkoper      | 28                    |
| Rick Nicolet          | Mevrouw van Thijn    | 6-19 • 27-29          |
| Bert Kuizenga         | Gerrit Spaan         | 20-30                 |
| Peter Smits           | Marc de Waal         | 1-19 • 31-37          |
| Henny Weel            | Marianne Bleeker     | 38                    |
| Bartho Braat          | Neil van Dongen      | 38                    |
| Pieter Loef           | Keurige man          | 39                    |
| Huub Scholten         | Hans Berlee          | 40                    |
| Harry Mertens         | Lex Deen             | 23 • 34-44            |
| Willem van der Kroft  | Rechercheur Vliegen  | 37-44                 |
| Kamaran Abdalla       | Eddie                | 19-22 • 41-45         |
| Marion Krom           | Kamermeisje          | 49                    |
| Hans van Hechten      | Barman               | 19 • 49-50            |
| Olaf Wijnants         | Receptionist         | 49-50                 |
| Edmond Classen        | Arthur Franssen      | 37-51                 |
| Hiske van der Linden  | Francine de Waal     | 40-51                 |
| Jurg Molenaar         | Dhr. van Moock       | 55                    |
| Davey Leeman          | Thomas van Ede       | 5-15 • 30-58          |
| Maeve van der Steen   | Els van Zijverden    | 58                    |
| Barbara Barendrecht   | Mevrouw Storm        | 58-59                 |
| Bea Meulman           | Mevrouw Vink         | 58-59                 |
| Gert-Jan Louwe        | Jan de Fries         | 59                    |
| Niels Wolf            | George Raas          | 61                    |
| Mara Otten            | Lida Groot           | 62                    |
| Hanny Vree            | Vrouw in auto        | 63                    |
| Johan de Vries        | Dr. Walters          | 64                    |
| Marjorie Boston       | Denise van Dam       | 1-19 • 61-69          |
| Hein van Beem         | Nico Stenders        | 19-69                 |
| Rein Edzard de Vries  | Dr.George van Norden | 71-75                 |
| Ruud Westerkamp       | Dr. Steven Veldkamp  | 70-77                 |
| Marc Hazewinkel       | Rob Breed            | 73-77                 |
| Bob van Tol           | David van Thijn      | 65-69 • 77-78         |
| Willem Westermann     | Dokter               | 79                    |
| Huib Rooymans         | Frank Dalstra        | 63-82                 |
| Aafke van der Meij    | Marre Dalstra        | 64-82                 |
| Dela Maria Vaags      | Mevrouw Leeman       | 78-84                 |
| Miguel Stigter        | Frans de Leeuw       | 84-85                 |
| Lia Bolte             | Lily Koper           | 82-86                 |
| Inge Tielman          | Mimi Knechtmans      | 83-86                 |
| Hiromi Tojo           | Meneer Tsjang        | 83-86                 |
| Jan Vreeken           | Harry Koper          | 83-86                 |
| Filip Bolluyt         | Tony van Grimbergen  | 87                    |
| Lisa May Visser       | Marjan               | 89                    |
| Ferde Meyer           | Piet Rikkert         | 90                    |
| Henk Strijbos         | Fred Rees            | 90-91                 |
| Gerard Heystee        | Meneer Malko         | 93                    |
| Ger Wiersma           | Meneer Oskamp        | 94                    |
| Fedja van Huêt        | Rogier Wilgen        | 95-96                 |
| Fred Meijer           | Piet Rikkert         | 97                    |
| Lies de Wind          | Mevrouw Vogelaar     | 83-97                 |
| Kees Coolen           | Meneer Petersen      | 98                    |
| Frits Jansma          | Huisbaas             | 98                    |
| Fred Vaassen          | Wim Mansfeld         | 93-98                 |
| Hanneke Riemer        | Erika Mansfeld       | 93-98                 |
| Sieta Keizer          | Carla Jansen         | 97-101                |
| Charlotte Dijm        | Dora                 | 101                   |
| Daan van Rijssel      | Nol                  | 101                   |
| Ed Bauer              | Charles de Koning    | 49-52 • 75 • 104      |
| Horace Cohen          | Jan van Beek         | 91-104                |
| Lucas Dietens         | Andre Carpentier     | 104-105               |
| Paul Gieske           | Anton Bering         | 104–107               |
| Paul Gietermans       | Paul                 | 91-92 • 109           |
| Jos Veldhuizen        | Ton                  | 100 • 110             |
| Tijn Schmits          | Pietje van Dijk      | 110-112               |
| Hans Zuydveld         | Meneer van Dijk      | 111-112               |
| Jan Anne Drenth       | Rene Thomassen       | 107-114               |
| Tygo Gernandt         | Carl                 | 94-97 • 109 • 116-117 |
| Jan Nonhof            | Meneer van Breukelen | 116-117               |
| Cor Witschge          | Albert van de Broek  | 92-97 • 116-117       |
| Tobia Janssen         | Adrie Balk           | 118                   |
| Maria Stiegelis       | Mevrouw Verhaar      | 107-120               |
| Hubert Fermin         | Bernhard             | 111 • 120             |
| Irma Hartog           | Nicole Verhaar       | 103-125               |
| Karla Wildschut       | Vera Simonis         | 108-125               |
| Guus Dam              | Mathijs van Slooten  | 38-43 • 113-125       |
| Elske Falkena         | Terri Dalstra        | 64-82 • 122-125       |
| Kamilla Hensema       | Marjon               | 122-125               |
| Erik Koningsberger    | Appie Bosma          | 65-125                |
| Peter Hoeksema        | Hans Simonis         | 113 • 122-125         |
| Lotje Mertens         | Jody                 | 96-97 • 126-127       |
| Rolf Leenders         | John Bakker          | 126-127               |
| Liesbeth Schmit       | Thea                 | 126-127               |
| Liesbeth Schmit       | Thea                 | 126-127               |
| Pim Vosmaer           | Bert Westmeer        | 89 • 109 • 122-128    |
| Hans Beijer           | Huisbaas             | 131                   |
| Willem Becker         | Kees                 | 122-125 • 132         |
| Bas Voets             | Emile Bezemer        | 74-132                |
| Ansje Beentjes        | Viola Bezemer        | 111-132               |
| Marnie Brederoo       | Selma                | 132                   |
| Linda de Wolf         | Janet van Zuylen     | 45-109 • 116-134      |
| Maxim Hamel           | Rolf Huygens         | 108-134               |
| Paulien Zuiderhoek    | Alexandra Huygens    | 110 • 121-134         |
| Zoë Hyman             | Connie Kelder        | 1-3 • 126-134         |
| Frits Lambrechts      | Willem Kelder        | 1-25 • 126-134        |
| Rosmarie Blaauboer    | Gerda Kelder         | 1-25 • 126-134        |
| Rix Luycx             | DJ Dirk              | 126-137               |
| Jeroen Engeln         | Chris de Ruyter      | 137                   |
| Peter Broekaert       | Henk Meuwissen       | 81 • 139-142          |
| David Van Lunteren    | Phil                 | 142                   |
| Floris Douwes         | Han                  | 139-145               |
| Rita Maréchal         | Isabel Develing      | 141-146               |
| René Retèl            | Gerry de Swaan       | 90 • 136-150          |
| Herbert Flack         | J.A. Armand          | 72-76 • 147-154       |
| Ad Hoeymans           | Menno Develing       | 115-160               |
| Chiel van Berkel      | George Stein         | 141-142               |
| Aus Greidanus jr.     | Ted                  | 143-145               |
| Ellen Goemans         | Wendy                | 149                   |
| Marian van Vreden     | Mona                 | 150                   |
| Charmaine Hulsbosch   | Ruth                 | 150                   |
| Cees Walraven         | Meneer Hendriks      | 150                   |
| Sabine Van der Helm   | Donna van Haren      | 155                   |
| Reinier Heideman      | Henri Bastiaans      | 160-161               |
| Mientje Kleijer       | Nina                 | 161                   |
| Martin Nieuwenhuis    | Meneer Fokker        | 163                   |
| Arthur Japin          | Dr. Koolman          | 163-164               |
| Mitchell Ristie       | Dammie               | 140-164               |
| Yvonne Ristie         | Henny                | 91-165                |
| Ferry Kaljee          | Maurice de Bruin     | 151-165               |
| Tigo Blok             | Bram                 | 86 • 166              |
| Dries Smits           | Arthur Kok           | 168 • 170             |
| Isolde Hallensleben   | Katrien Karstens     | 169-174               |
| Jan Jaap Janssen      | Pa Karstens          | 173-174               |
| Ellen Verheij         | Betty Karstens       | 173-174               |
| Tim Meeuws            | Thom                 | 173-176               |
| Eric Jaspers          | Mick                 | 178                   |
| Yvonne Valkenburg     | Gaby Lorentz         | 135-182               |
| Cynthia Abma          | Lianne               | 183-184               |
| Mirjam de Zeeuw       | Michelle             | 183-184               |
| Mirte van Heusden     | Roos                 | 183-184               |
| Erik Jaspers          | Mick                 | 184-185               |
| Huub Scholten         | Huib Holman          | 176-186               |
| Bart Ettekoven        | David Harkema        | 157-189               |
| Tom de Jong           | Dik Ramakers         | 191                   |
| Kees van Lier         | Charles van Emmenes  | 192                   |
| Els van Rosse         | Nancy Bijnema        | 153-159 • 185-193     |
| Lou Lou Rhemrev       | Angela Nieuwkoop     | 192-193               |
| Eva van Heijningen    | Joke Nieuwkoop       | 181-195               |